# Henri Tranquille
Henri Tranquille (2 novembre 1916 à Montréal - 20 novembre 2005 à Montréal) est un libraire et un écrivain québécois. Il est considéré comme l'un des personnages littéraires importants au Québec.

## Librairie Tranquille
En 1937, il lance une petite librairie qui deviendra très connue à Montréal. En effet, c'est dans celle-ci que furent mis en vente les 400 exemplaires du Manifeste du Refus global, en 1948. Elle fut aussi le lieu, en 1950, d'une manifestation organisée à l'occasion du centenaire de la mort d'Honoré de Balzac, malgré l'interdiction du clergé catholique québécois. En février 1955, elle est le lieu de la première exposition du groupe des Plasticiens de Montréal.
Sa librairie, tenue de 1937 à 1975, sera un lieu de rencontre de différentes personnalités du monde littéraire : Germaine Guèvremont et Berthelot Brunet, Hubert Aquin et Gilles Archambault, Réjean Ducharme et Claude Gauvreau, Anne Hébert et Claude Péloquin. Il a lancé la carrière d'Yves Beauchemin, l'auteur du Matou.
Il est classé parmi les meneurs qui ont forcé la venue des livres au Québec. Cette venue préparait le terrain pour la Révolution tranquille. Selon son biographe Yves Gauthier : « C'était un homme flamboyant, un diffuseur extraordinaire de la littérature. Sa librairie était fréquentée par tout ce qu'il y avait de personnages littéraires et politiques de l'époque. »
Henri Tranquille est l'auteur de dix-huit livres, dont plusieurs sur le jeu d'échecs et les dames.
Le 14 novembre 2019, la mairesse de Montréal, Valérie Plante, annonce que l'esplanade située à l’ouest de la rue Clark près du Quartier des spectacles porterait le nom du défunt libraire. Sa librairie, la Librairie Tranquille, avait pignon sur rue à cet endroit.

## Œuvres
- 1972 : Voir clair aux échecs
- 1976 : Parties courtes aux échecs : au plus 15 coups! 200 mats par les blancs après 1. e4
- 1976 : Lettres d'un libraire
- 1980 : Ouvertures et parties courtes aux échecs
- 1982 : Échec et mat par les noirs : 100 parties éclair, 100 moyens faciles de gagner
- 1994 : Des lettres sur nos lettres : écrivains, éditeurs, critiques, libraires, lecteurs
- 1988 : Mat en 3 coups ! : 264 exercices de vision précise
- 1989 : Échec et mat par les noirs
- 1990 : 1984 Les gens du livre
- 1992 : Lettres dangereuses à Yves Beauchemin (écrit en collaboration avec Yves Beauchemin)
- 1992 : Voir plus clair aux échecs
- 1993 : Entretiens sur la passion de lire

## Hommages et distinctions
- Esplanade Tranquille, une place publique dans le Quartier des spectacles de Montréal

### Distinctions
- 1996 - Prix Fleury-Mesplet
- 1999 - Chevalier de l'Ordre national du Québec